# Michele Navazio
Michele Navazio (Melfi, 28 maggio 1796 – Cittaducale, 26 aprile 1852) è stato un vescovo cattolico italiano.

## Biografia
Nato a Melfi nel 1796, fu ordinato sacerdote il 18 dicembre 1819. Alla fine del 1844 fu proposto da Ferdinando II delle Due Sicilie come nuovo vescovo dell'Aquila e fu nominato in tale incarico il 20 gennaio 1845 da papa Gregorio XVI; venne consacrato il 26 gennaio nella chiesa dei Santi Domenico e Sisto a Roma da Costantino Patrizi Naro, cardinale presbitero di San Silvestro in Capite, insieme a Giovanni Giuseppe Canali e Giovanni Battista Rosani come co-consacranti. Mantenne questo incarico fino alla morte, avvenuta a Cittaducale (all'epoca parte della diocesi aquilana) nel 1852, e venne lì sepolto nell'ex-cattedrale di Santa Maria del Popolo.

## Genealogia episcopale
La genealogia episcopale è:
- Cardinale Scipione Rebiba
- Cardinale Giulio Antonio Santori
- Cardinale Girolamo Bernerio, O.P.
- Arcivescovo Galeazzo Sanvitale
- Cardinale Ludovico Ludovisi
- Cardinale Luigi Caetani
- Cardinale Ulderico Carpegna
- Cardinale Paluzzo Paluzzi Altieri degli Albertoni
- Papa Benedetto XIII
- Papa Benedetto XIV
- Papa Clemente XIII
- Cardinale Marcantonio Colonna
- Cardinale Giacinto Sigismondo Gerdil, B.
- Cardinale Giulio Maria della Somaglia
- Cardinale Carlo Odescalchi, S.I.
- Cardinale Costantino Patrizi Naro
- Vescovo Michele Navazio